# Makaira nigricans
Il marlin blu (Makaira nigricans Lacepède, 1802)  è un grande pesce di mare appartenente alla famiglia Istiophoridae.

## Distribuzione e habitat
Qualora si ritenga separata la specie Makaira mazara, diffusa nelle fasce tropicali ed equatoriali degli oceani Indiano e Pacifico (vedi sotto alla sezione "tassonomia e specie affini") si deve ritenere questa specie diffusa nella parte più calda dell'Oceano Atlantico. Nei mari europei questo marlin è segnalato a nord fino alla Spagna settentrionale. Nel mar Mediterraneo è occasionale ed è stato catturato, con esemplari di grandi dimensioni, anche nelle acque italiane.

È una specie pelagica e raramente si avvicina alle coste.

## Descrizione
Appare simile agli altri marlin come il marlin bianco o l'aguglia imperiale ma ha corpo più massiccio, con una vistosa "gobba" dietro gli occhi. Il rostro è breve ma meno che nell'aguglia imperiale. Le pinne dorsali sono due: la prima è lunga e molto bassa per quasi tutta la lunghezza ma nella parte più anteriore si alza improvvisamente in un lobo appuntito (nei Tetrapturus è più grande ed è arrotondato), la seconda è piccola ed opposta alla seconda pinna anale. La pinna anale più anteriore è più grande della seconda. La pinna caudale è grande, potente e lunata; ha due carene sul peduncolo caudale. Le pinne pettorali sono lunghe; le pinne ventrali sono anch'esse allungate ma filiformi.

Il colore è blu o grigio bluastro sul dorso e bianco su ventre e fianchi.

Raggiunge dimensioni enormi, fino a 5 metri di lunghezza e oltre600 kg di peso.

## Alimentazione
Si ciba di pesci e cefalopodi.

## Pesca
Si tratta di una preda importante per il fortunato pescatore sportivo che abbia la ventura di catturarlo. Oltre alle grosse dimensioni, infatti, questa specie ha la caratteristica di opporre tutta la sua forza e la sua agilità ai tentativi di recupero, esibendosi in ripetuti ed acrobatici salti fuor d'acqua. Viene di solito insidiato con la tecnica della traina, impiegando sia esche artificiali che pesci o calamari. Le carni sono eccellenti, simili a quelle del pesce spada.

È questo il pesce con cui lotta il pescatore Santiago nel celebre romanzo Il vecchio e il mare di Ernest Hemingway.

## Tassonomia e specie affini
La tassonomia di questa specie non è univocamente accettata, molti ittiologi considerano separata Makaira mazara degli oceani Indiano e Pacifico, distinta dalla presente dalle caratteristiche della linea laterale e del tutto simile per i caratteri biologici e morfologici.